# Мейо (Меріленд)
Мейо (англ. Mayo) — переписна місцевість (CDP) в США, в окрузі Енн-Арундел штату Меріленд. Населення — 8832 особи (2020).

## Географія
Мейо розташоване за координатами 38°54′15″ пн. ш. 76°30′48″ зх. д. / 38.90417° пн. ш. 76.51333° зх. д. (38.904178, -76.513221).  За даними Бюро перепису населення США в 2010 році переписна місцевість мала площу 24,46 км², з яких 14,56 км² — суходіл та 9,90 км² — водойми.

## Демографія
Згідно з переписом 2010 року, у переписній місцевості мешкало 8298 осіб у 3107 домогосподарствах у складі 2313 родин. Густота населення становила 339 осіб/км².  Було 3393 помешкання (139/км²).
Расовий склад населення:
| - 93,9 % — білих - 1,7 % — чорних або афроамериканців - 1,0 % — азіатів - 0,4 % — корінних американців - 1,0 % — осіб інших рас |

До двох чи більше рас належало 2,0 %. Частка іспаномовних становила 3,2 % від усіх жителів.
За віковим діапазоном населення розподілялося таким чином: 24,1 % — особи молодші 18 років, 64,7 % — особи у віці 18—64 років, 11,2 % — особи у віці 65 років та старші. Медіана віку мешканця становила 41,4 року. На 100 осіб жіночої статі у переписній місцевості припадало 100,4 чоловіків;  на 100 жінок у віці від 18 років та старших — 99,4 чоловіків також старших 18 років.
Середній дохід на одне домашнє господарство  становив 132 108 доларів США (медіана — 114 453), а середній дохід на одну сім'ю — 142 519 доларів (медіана — 126 479). Медіана доходів становила 77 287 доларів для чоловіків та 56 759 доларів для жінок. За межею бідності перебувало 1,5 % осіб, у тому числі 0,6 % дітей у віці до 18 років та 1,3 % осіб у віці 65 років та старших.
Цивільне працевлаштоване населення становило 4842 особи. Основні галузі зайнятості: науковці, спеціалісти, менеджери — 15,0 %, роздрібна торгівля — 12,0 %, освіта, охорона здоров'я та соціальна допомога — 11,6 %.